# Markarian-Galaxie

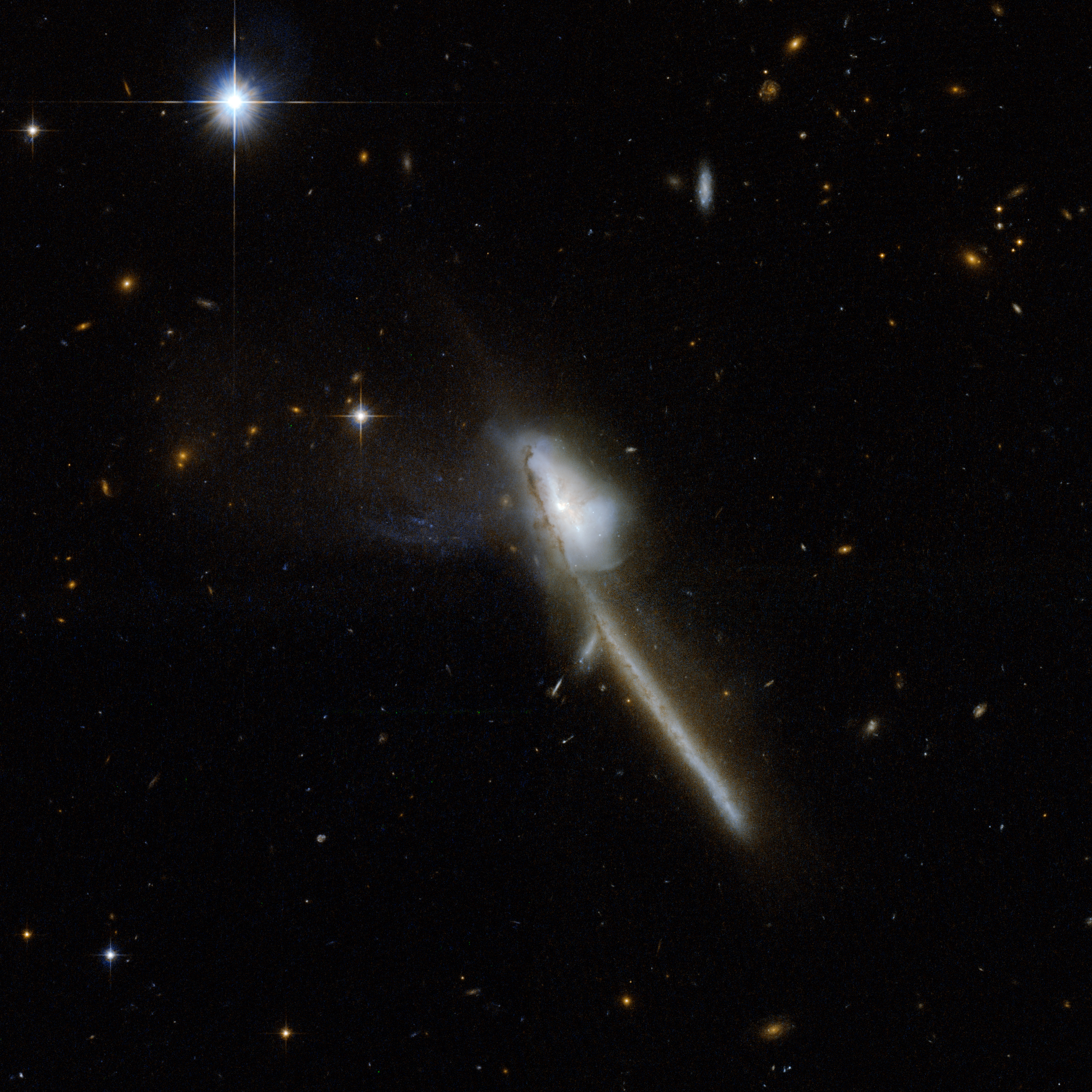
Aufnahme der wechselwirkenden Galaxie Markarian 273 mit dem Hubble-Weltraumteleskop, Quelle:NASA

Eine Markarian-Galaxie (engl. Markarian galaxy) ist eine Galaxie mit einem ungewöhnlich blauen Farbindex, der nicht zum morphologischen Typ der Galaxie passt. Solche Galaxien wurden von Benjamin Markarjan und Mitarbeitern am Bjurakan-Observatorium katalogisiert.

## Morphologien
Markarian-Galaxien umfassen fast alle morphologischen Typen von Galaxien. Ein Vergleich mit anderen Katalogen zeigt einen großen Anteil an pekuliären Galaxien unter den Markarian-Galaxien, die überwiegend als kompakte (post-)eruptive Galaxien oder als wechselwirkende Galaxien klassifiziert werden. Es gibt keinen Zusammenhang zwischen dem morphologischen Typ und dem Grad des UV-Exzess.

## Stellung in Galaxienhaufen
Markarian-Galaxien treten fast ausschließlich in Galaxienhaufen auf. Weniger als zwei Prozent sind Einzelgalaxien, die nur von Satellitensystemen umgeben sind. Innerhalb von Galaxienhaufen nehmen die Markarian-Galaxien keine besondere Stellung ein.

## Aktivität des Nukleus
Die überwiegende Mehrheit der Markarian-Galaxien gehört zu den Galaxien mit einem aktiven galaktischen Kern. Die Galaxien mit einem aktiven Kern sind statistisch signifikant häufiger wechselwirkende Galaxien.
Daneben gehören noch Starburstgalaxien und ehemalige Starburstgalaxien mit großen HII-Regionen zu den Markarian-Galaxien. Bei diesen wurde ein Zusammenhang zwischen dem UV-Exzess und der Sternentstehungsrate beobachtet.

## Galerie

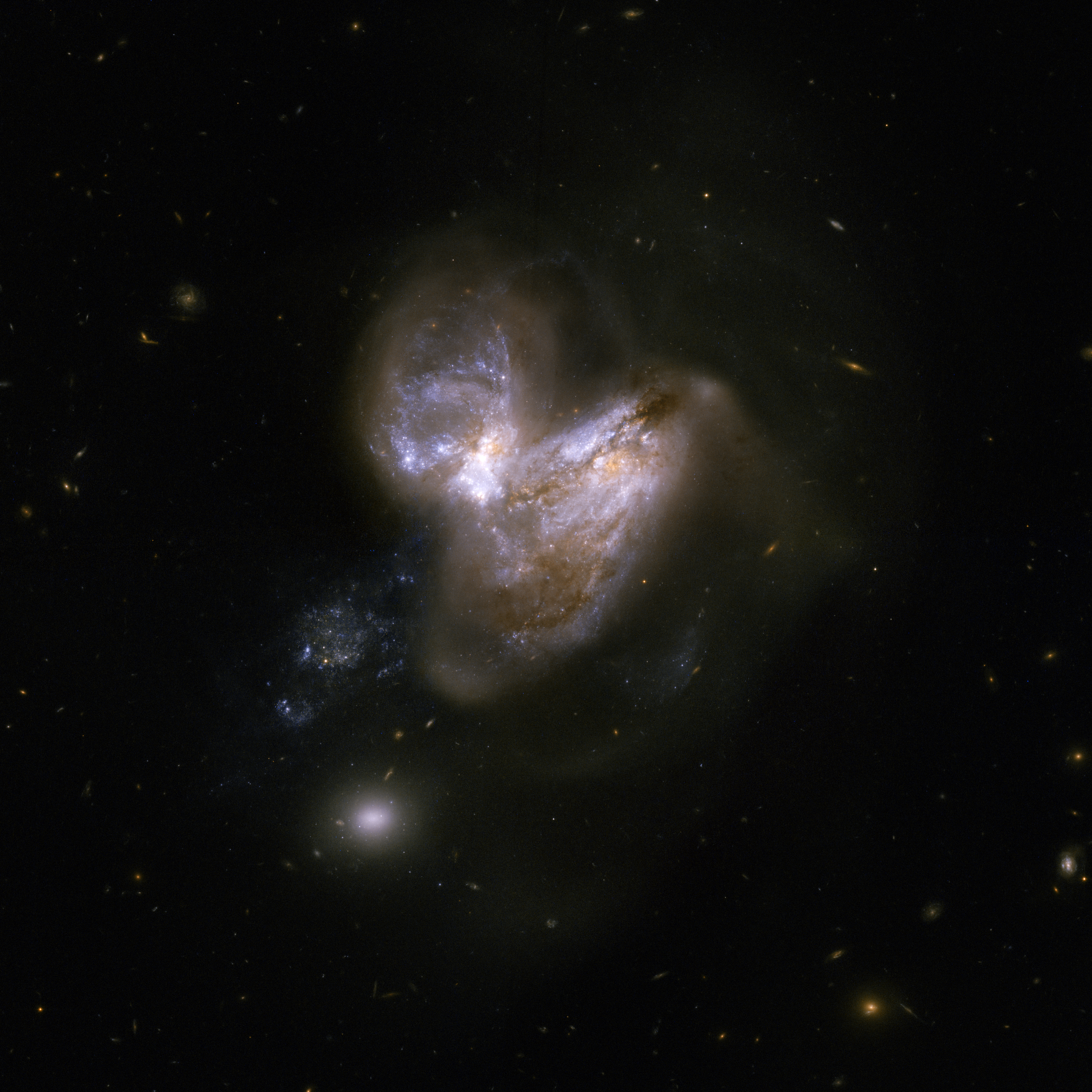
171
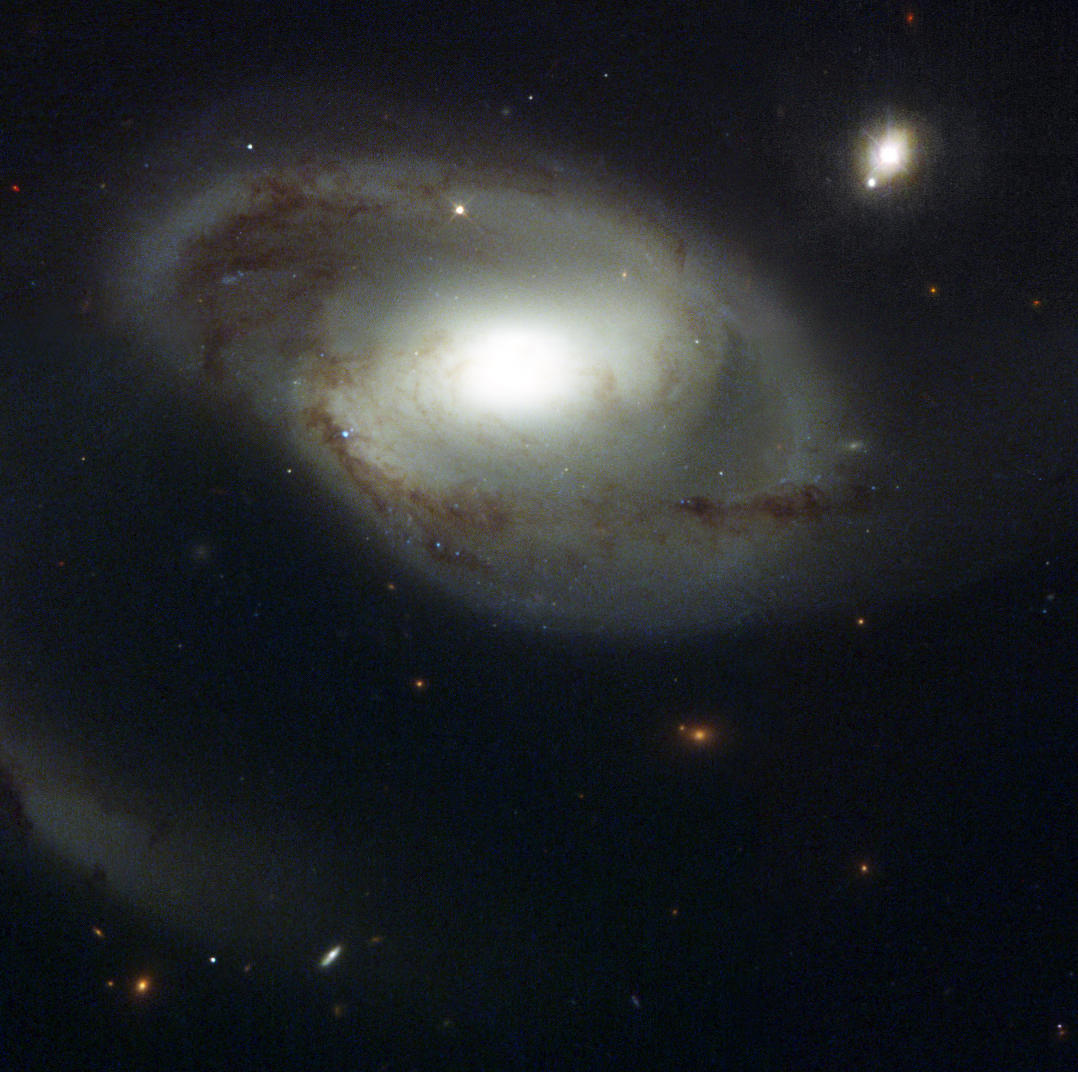
205
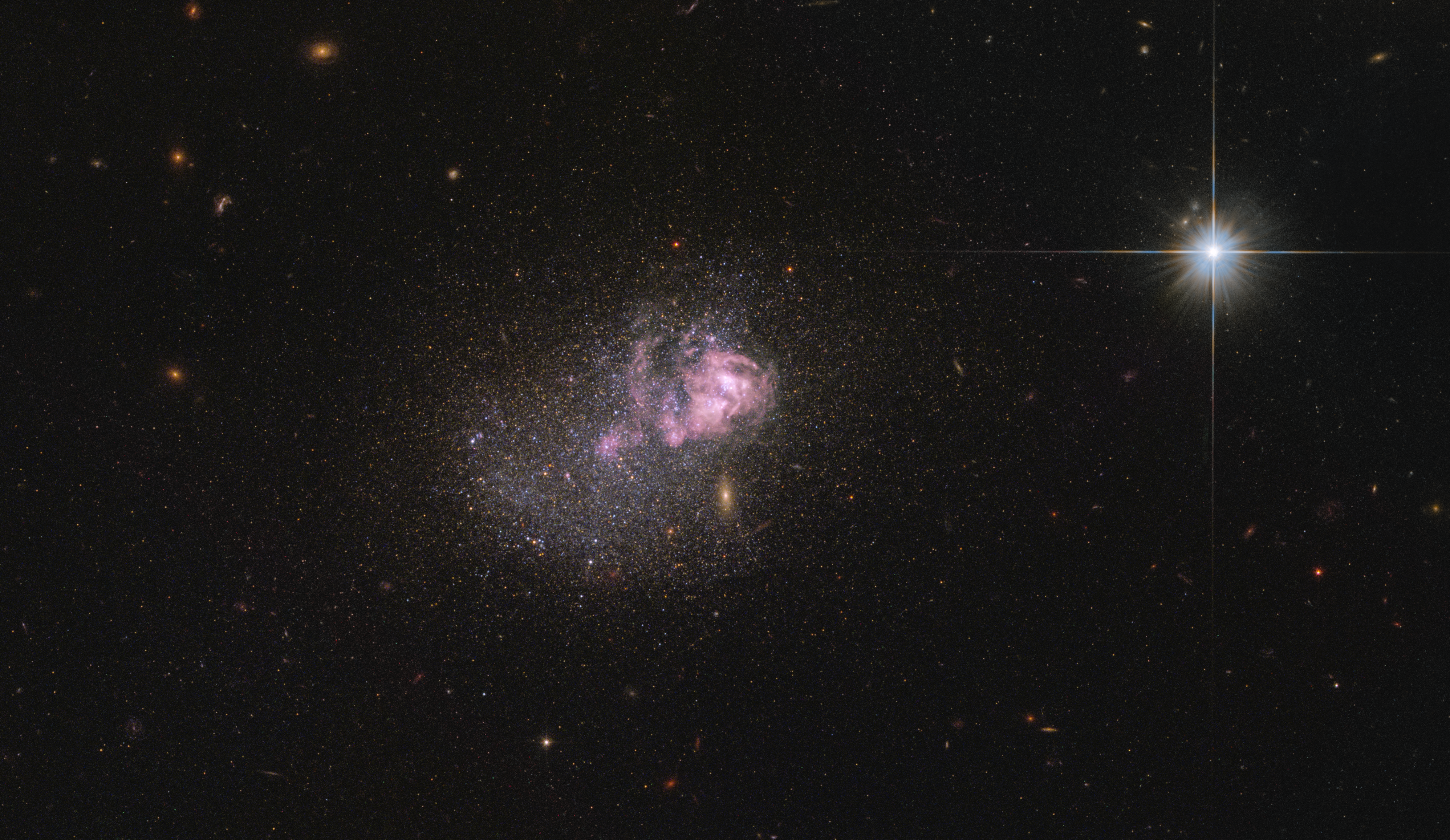
209
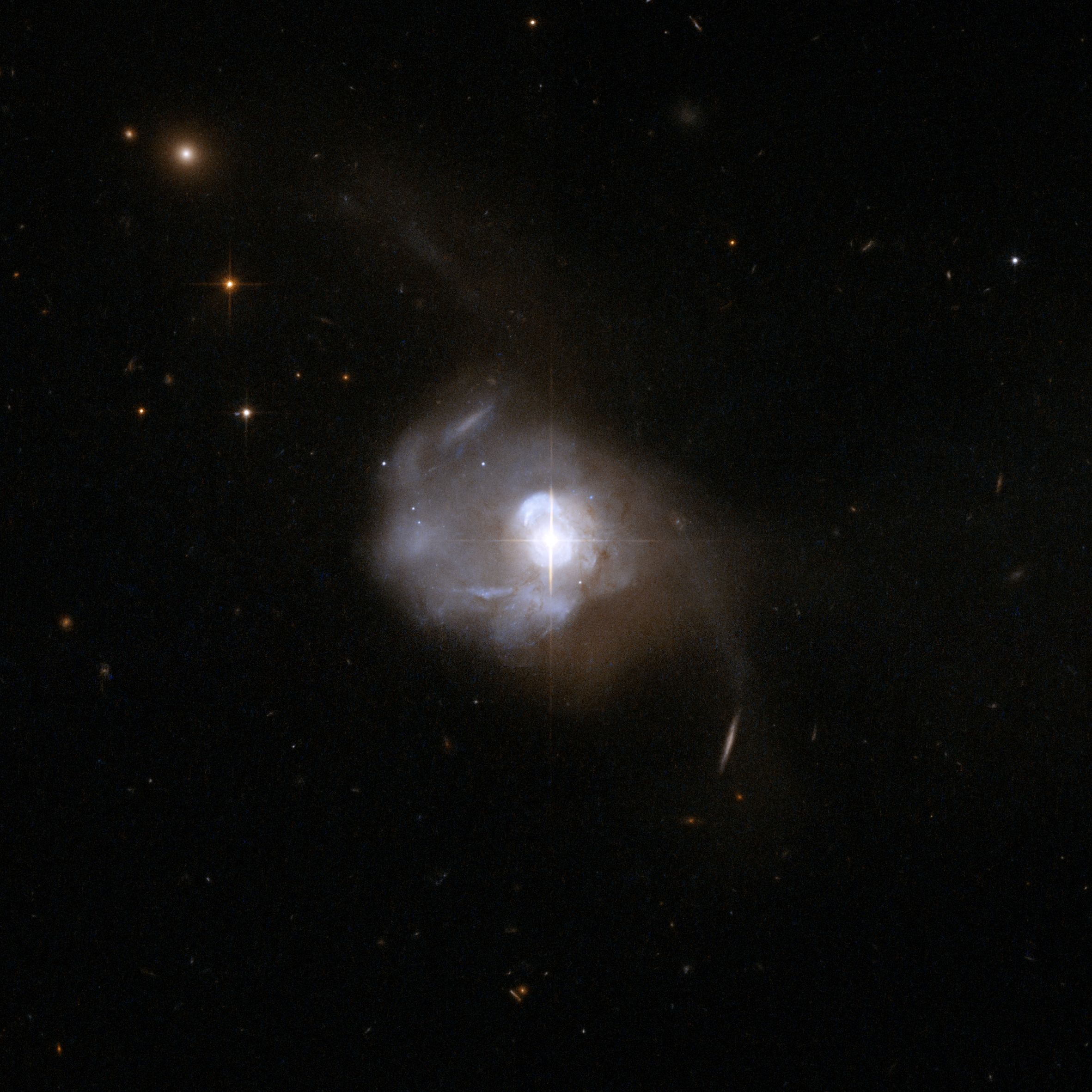
231
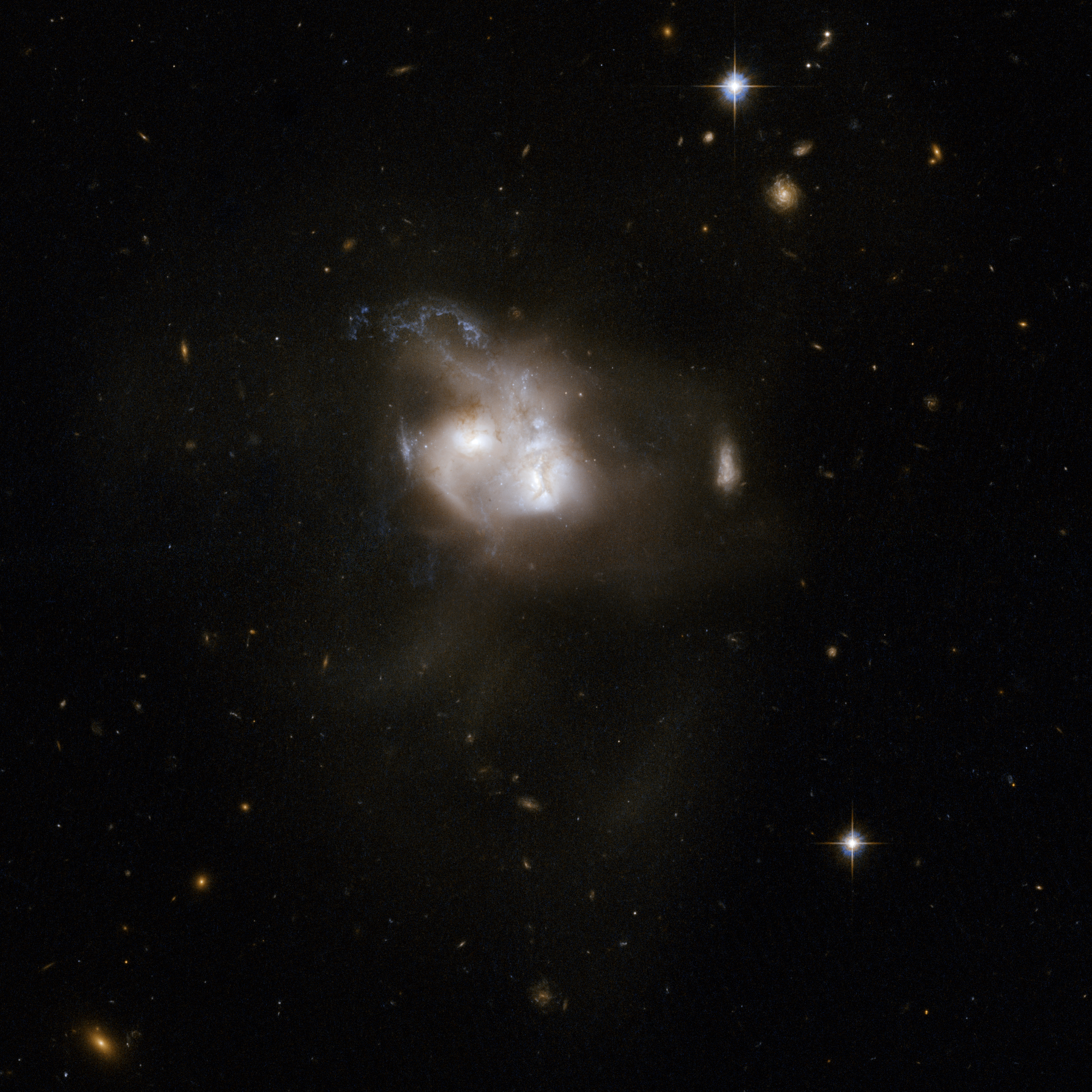
266
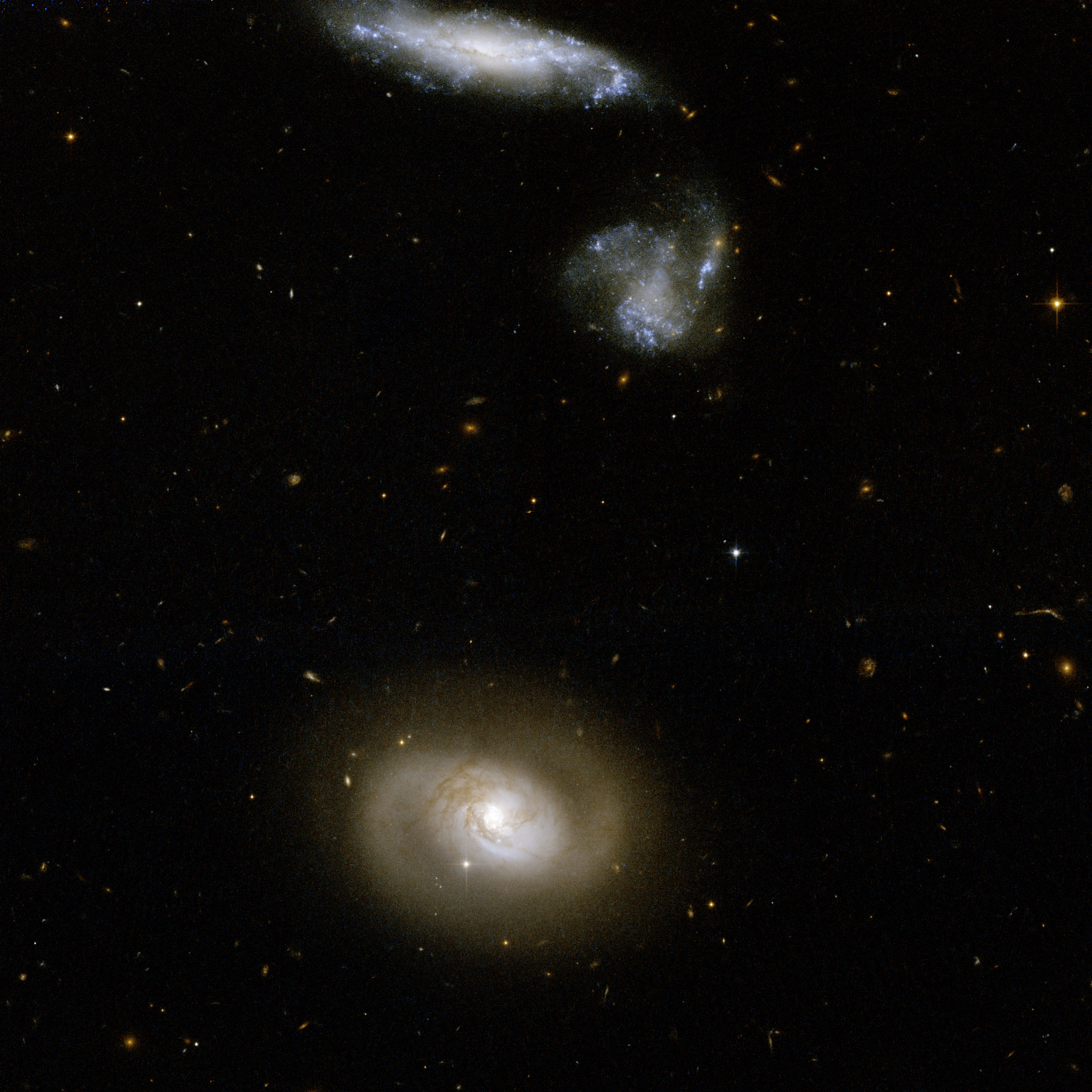
331
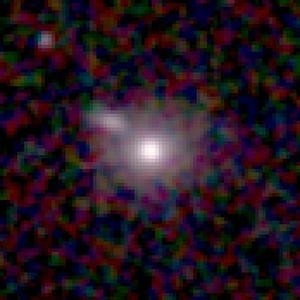
421
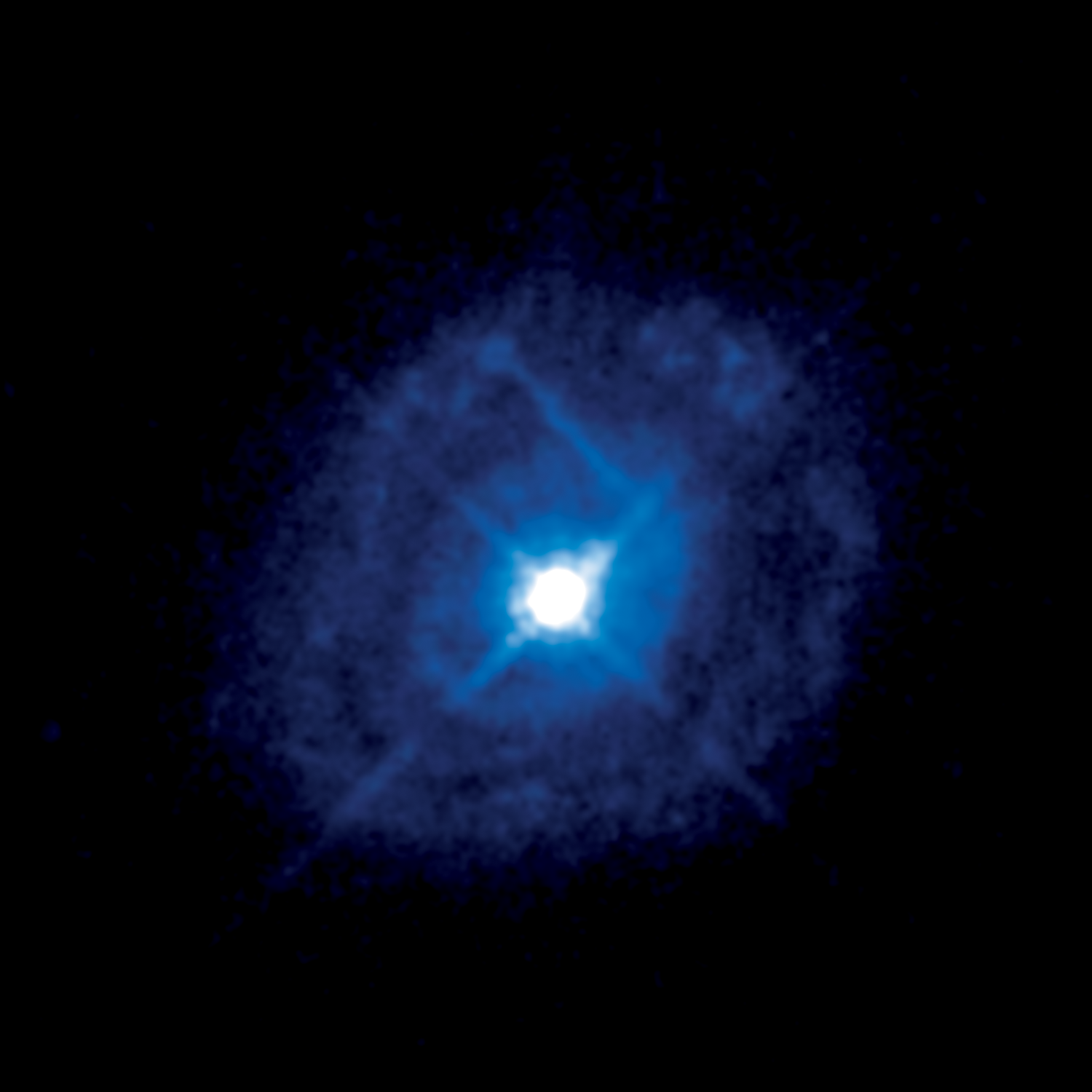
509
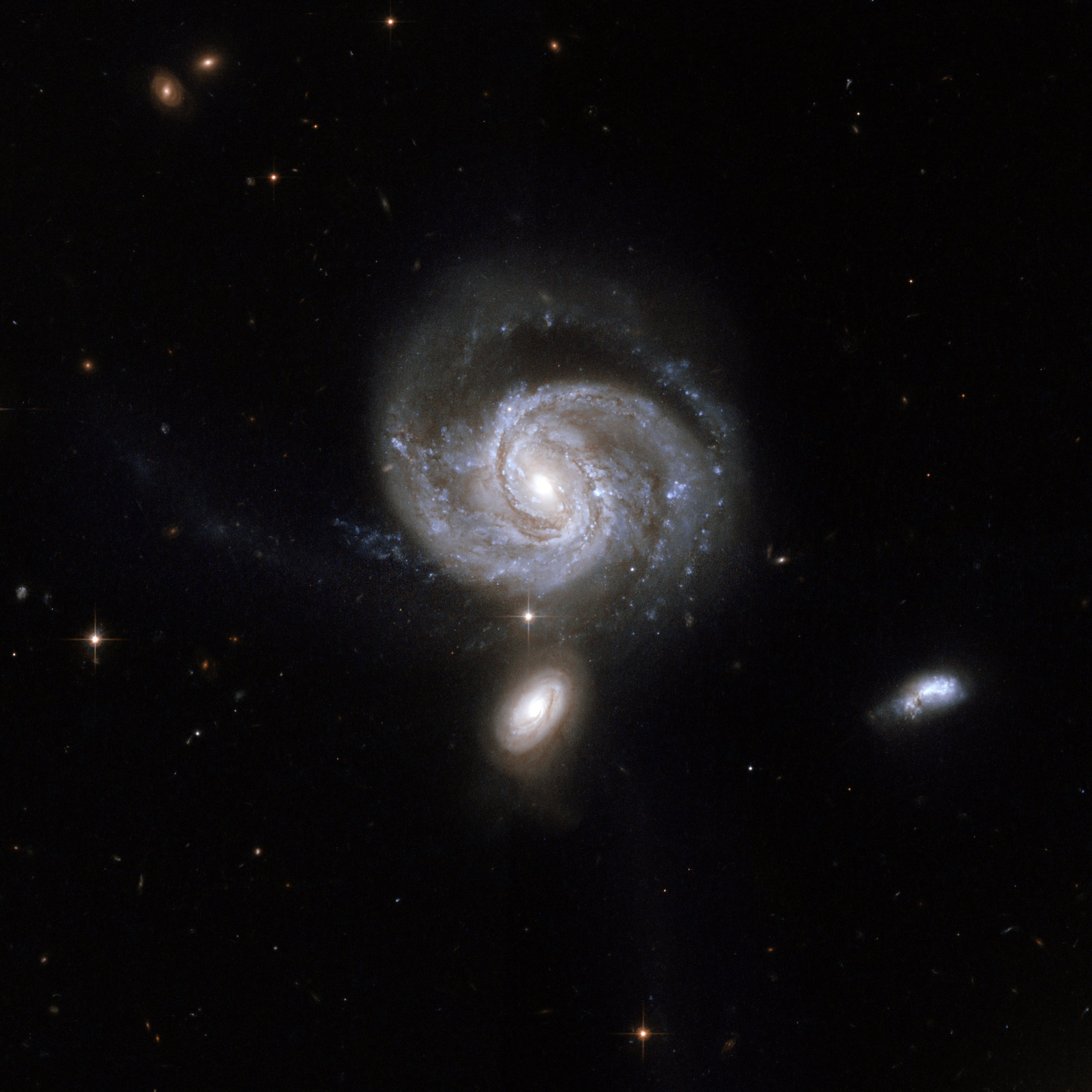
533
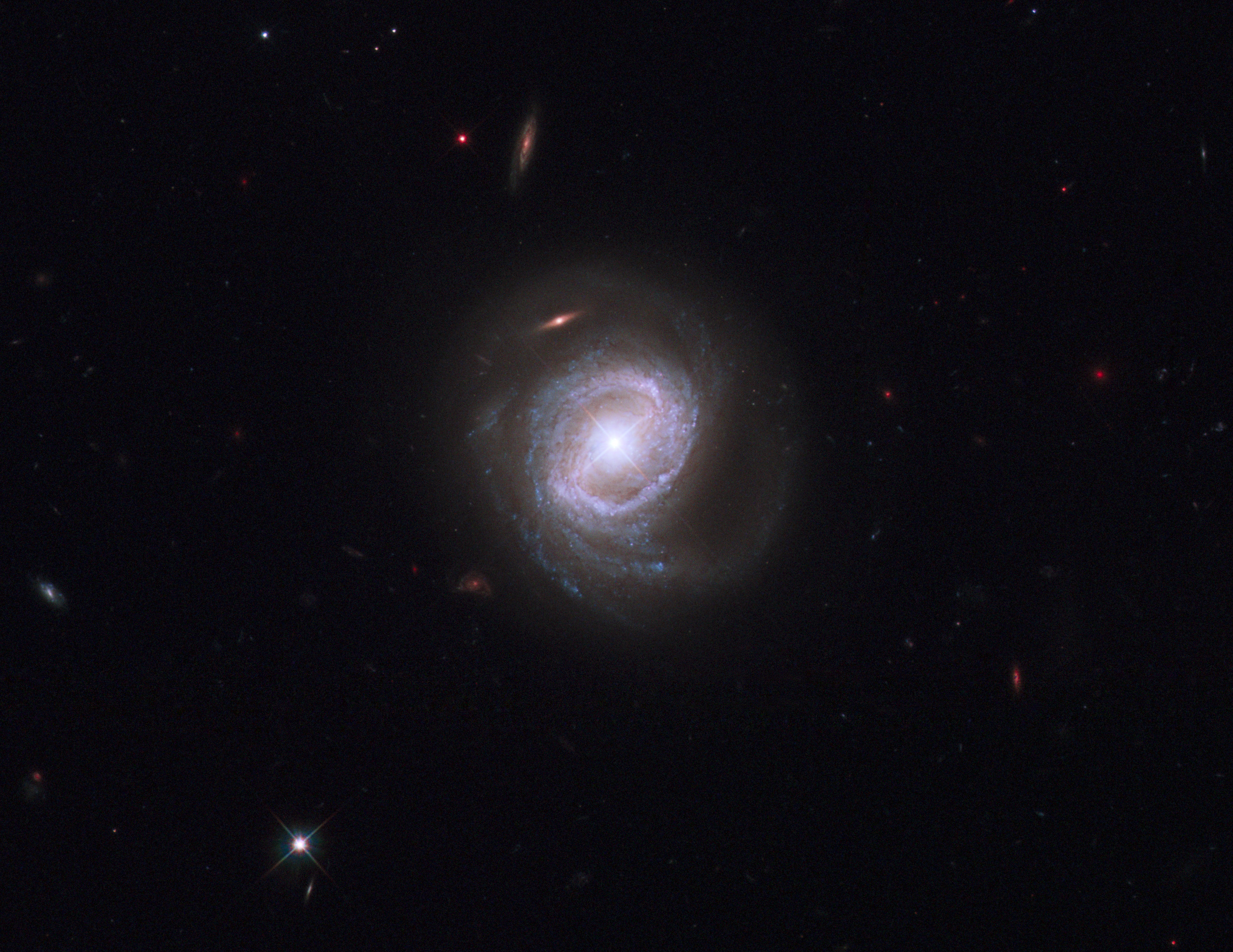
817
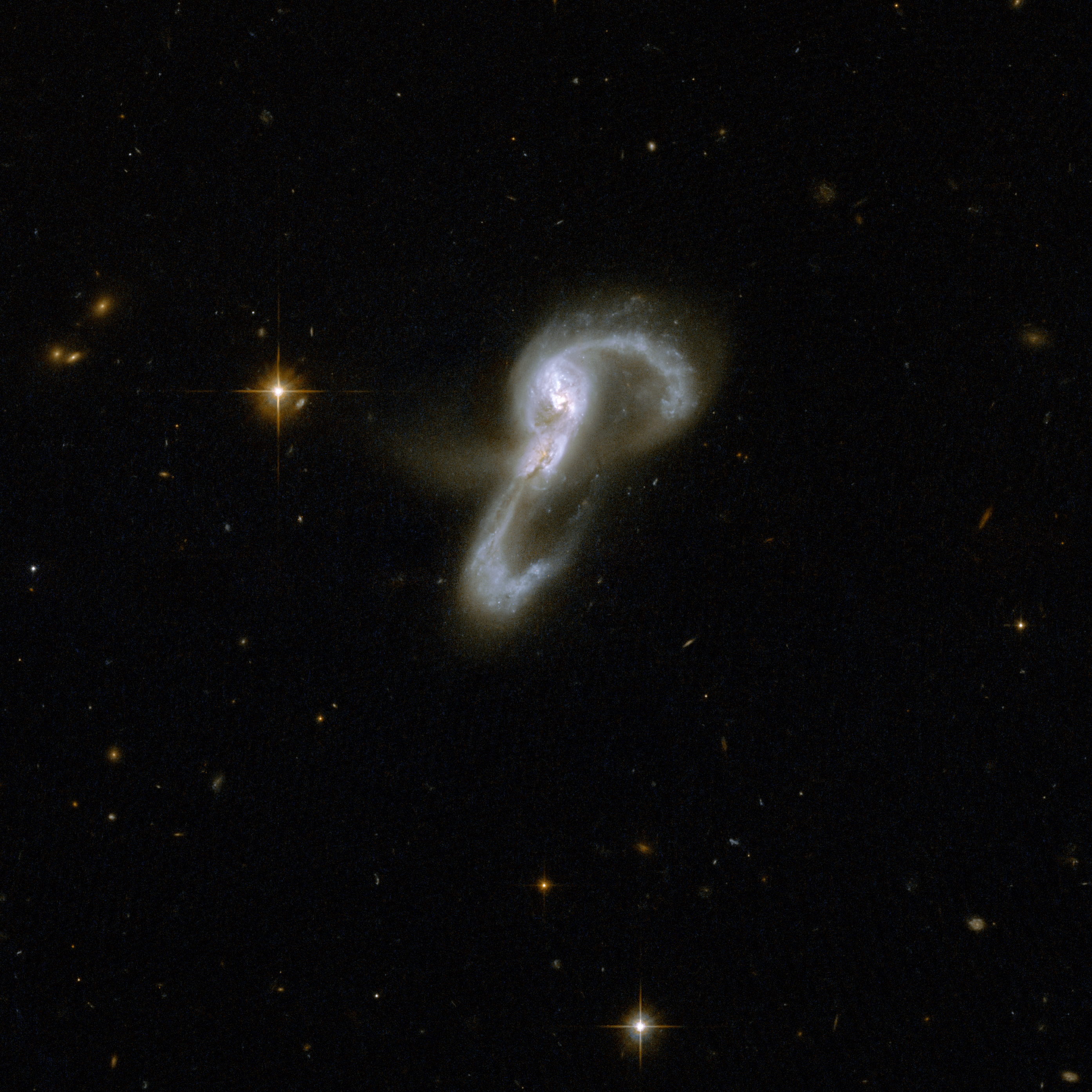
848